# Ostatnie zlecenie
Ostatnie zlecenie (ang. Bangkok Dangerous) – amerykański thriller z 2008 roku. Remake tajskiego filmu Bangkok - ostatnie zlecenie (2000).

## Obsada
- Nicolas Cage – Joe
- Shahkrit Yamnarm – Kong
- James Wearing Smith – Chicago
- Charlie Yeung – Fon
- Nirattisai Kaljaruek – Surat
- Panward Hemmanee – Aom
- Peter Shadrin – Anton
- Dom Hetrakul – Aran
- Philip Waley – kierowca policyjnego auta
- Shaun Delaney – ojciec Joego

i inni.

## Odbiór

### Box office
Budżet filmu jest szacowany na 45 milionów dolarów. W Stanach Zjednoczonych i w Kanadzie film zarobił ponad 15 mln USD. W innych krajach przychody wyniosły ponad 27 mln, a łączny przychód ponad 42 mln dolarów.

### Krytyka w mediach
Film spotkał się z negatywną reakcją krytyków. W serwisie Rotten Tomatoes 8% z 95 recenzji jest pozytywne, a średnia ocen wyniosła 2,6/10. Na portalu Metacritic średnia ocen z 16 recenzji wyniosła 24 punkty na 100.